# 천아이썬
천아이썬(중국어 간체자: 陈艾森, 정체자: 陳艾森, 병음: Chén Àisēn, 한자음: 진애삼, 1995년 10월 22일~)은 중화인민공화국의 다이빙 선수이다. 2016년 하계 올림픽에서 남자 10m 플랫폼 금메달과 남자 10m 싱크로 금메달을 획득했고 2020년 하계 올림픽에서 남자 10m 싱크로 은메달을 획득했다. 또한 세계 선수권 대회에서 금메달 3개, 은메달 1개를 획득했다.